# پلینفیلد جنوبی، نیوجرسی
پلینفیلد جنوبی (به انگلیسی: South Plainfield) شهری در ایالت نیوجرسی کشور ایالات متحده آمریکا است که جمعیت آن در سرشماری سال ۲۰۱۰ میلادی، ۲۳٬۳۸۵ نفر بوده‌است.